# Qaqortoq
Qaqortoq ("Det hvide", dansk navn: Julianehåb) er Kujalleq Kommunes administrationscenter og største by med 3.069 indbyggere (1.1.2025). Byen blev grundlagt 1775 og tilhører Qaqortoq præstegæld, 300 af indbyggerne i præstegældet lever i mindre bygder, samt på to rensdyrgårde og 13 fåreholdersteder.

## Historie
Kolonien Julianeshaab, opkaldt efter daværende enkedronning Juliane Marie grundlagt 1775 af Anders Olsen, blev efterhånden en vigtig handelsplads, hvor omegnens inuitter solgte deres skind og spæk.
Handelen med skind, spæk og hvalkød var koloniens hovedindtægtskilder. Fåreavlen startede i begyndelsen 1900-tallet, og området er i nutiden centrum for Grønlands fåreavl.
1840 startede Kongelige Grønlandske Handel (KGH) to handelsstationer, syd og nord for Julianehaab, Nordprøven og Sydprøven, nu Narsaq og Alluitsup Paa.
Qaqortoq var indtil 1. januar 2009 hovedby i Qaqortoq Kommune, der ved kommunalreformen blev en del af Kujalleq Kommune.

## Religion
Qaqortoq har to kirker: Frelserens Kirke, indviet 1832, skænket byen af Dansk Missionsselskab, er ombygget flere gange. I kirken hænger redningskransen fra M/S Hans Hedtoft, der på sin jomfrurejse fra København til Qaqortoq forliste under turen tilbage til København. Det skete i farvandet syd for Kap Farvel den 30. januar 1959. Redningskransen, der blev fundet på Island, er det eneste, der er fundet fra "Hans Hedtoft".
På et fremskudt fjeldplateau over byens gamle centerområde ligger i dag Qaqortoqs nye Gertrud Rask Kirke, indviet den 8. juli 1973. Den hvide kirke af beton er opkaldt efter Hans Egedes hustru, Gertrud Rask. Altertavlens blomstermotiver er hentet fra den sydgrønlandske flora.

## Uddannelse
Qaqortoq er med sit gymnasium, handelsskole og Den Grønlandske Arbejderhøjskole Sydgrønlands uddannelsescentrum. Desuden ligger Sydgrønlands største folkeskole, Tasersuup atuarfia, i byen.

## Erhverv
Af arbejdspladser er der kommunen, skibsværftet og Grønlands eneste garveri, Great Greenland A/S, der indhandler sælskind fra hele Grønland, samt hvert år præsenterer en ny kollektion af sælskindspelse.

## Kultur
Ved torvet i nærheden af havnen er der et springvand og et 200 år gammelt hus fra kolonitiden, der nu benyttes til museum med bl.a. kajakker fra ældre tid, fund fra nordboertiden, tørvehuset og Arnannguaq Statuen. Statuen er af bronze og er støbt efter Hans Lynges gipsstatue Arnannguaq.
Telemuseet er et museum for Grønlands telekommunikationshistorie, lige fra kajakpost til nutidens internet. Museet ligger 70 meter over havet med udsigt ud over hele byområdet.